# 7469 Krikalev
7469 Krikalev este un asteroid din centura principală de asteroizi.

## Descriere
7469 Krikalev este un asteroid din centura principală de asteroizi. A fost descoperit pe 15 noiembrie 1990 la Observatorul astrofizic din Crimeea de Liudmila Cernîh. El prezintă o orbită caracterizată de o semiaxă mare de 3,06 ua, o excentricitate de 0,10 și o înclinație de 7,8° în raport cu ecliptica.